# Доходный дом Чулкова

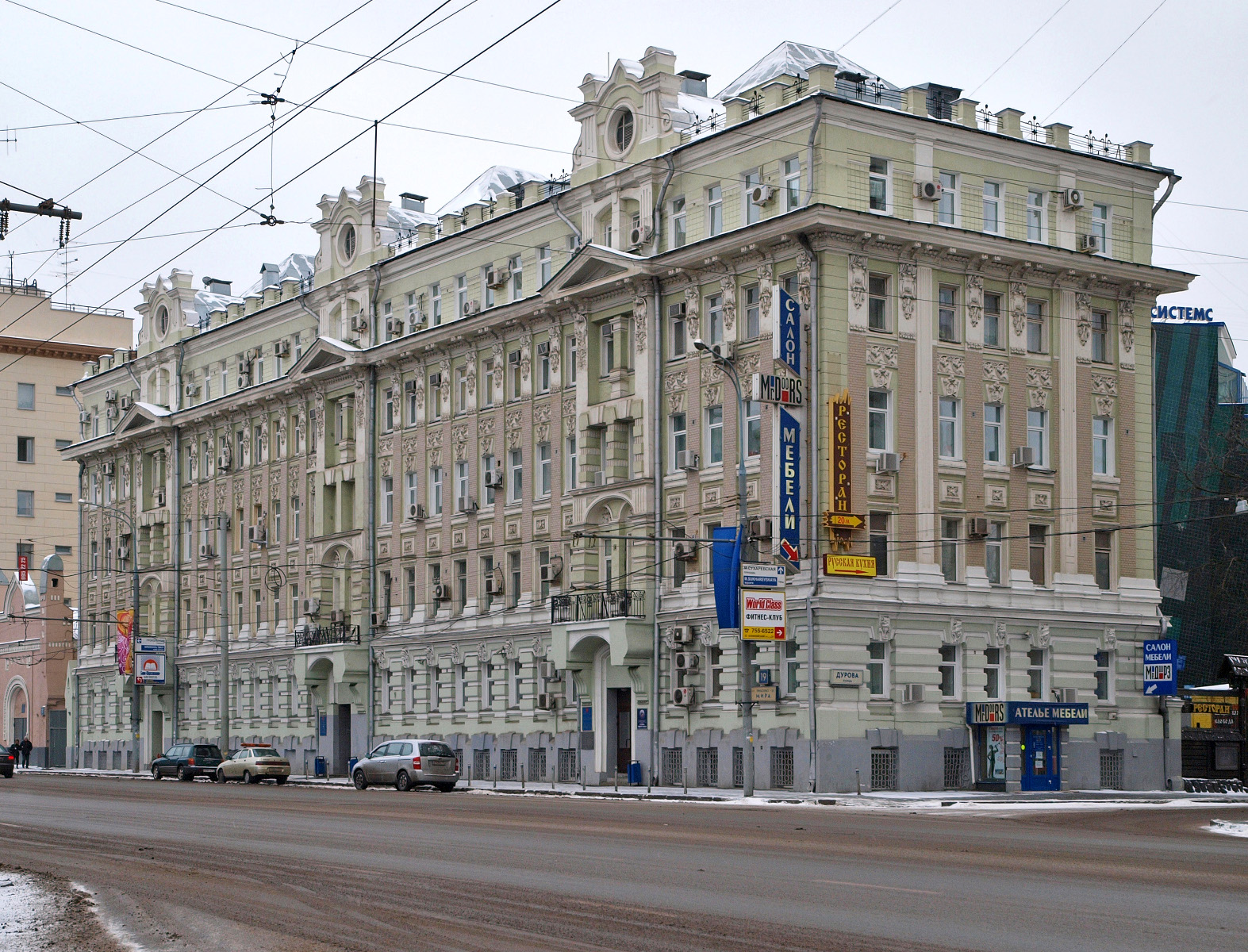
Здание в 2009 году

Дохо́дный дом Чулко́ва — здание в Москве на проспекте Мира, построенное по заказу купца А. Ф. Чулкова под наёмные квартиры. С 1903 года в нём располагалась женская гимназия Л. Ф. Самгиной.
Дом № 19 на 1-й Мещанской улице был построен в 1903 году по заказу купца-винопромышленника А. Ф. Чулкова. Проект принадлежал московскому архитектору Николаю Матвееву-Калинину, на счету которого было уже свыше десяти доходных домов в столице. Монументальное здание отличалось от всей окрестной застройки, кроме того, оно было сконструировано по самой современной на тот момент технологии: кирпичные фасады опирались на внутренний железный каркас. Аналогично были решены, например, торговый дом Аршинова на Большой Ордынке и доходный дом Титова в Малом Кисловском переулке. Каркасная конструкция позволяла проектировать масштабные парадные помещения, лестницы с большими пролётами и разнообразные консольные балконы.
Дом Чулкова получил насыщенный декор фасада, выдержанный в стиле модерн с отсылками к классицизму. Три выступающие ризалита с высокими аттиками подчёркивают входные группы и создают вертикальную перспективу, в горизонтальном плане плоскость фасадов раздроблена рустом четырёх видов. Каждое окно окружает лепнина с цветами и маскаронами. Решётки балконов второго этажа повторяют узоры балконов «Метрополя».
C 1903 года два подъезда в здании занимало частное женское коммерческое училище под управлением Лидии Фёдоровны Самгиной, соучредителями которого были действительный статский советник Аркадий Андреевич Сосницкий и почётный гражданин Иван Яковлевич Самгин. Гимназия считалась прогрессивной, обучение проходило в просторных, хорошо оборудованных кабинетах. В заведении числилось два приготовительных и восемь основных классов, кроме них шли временные вечерние курсы.
После революции здание национализировали и передали в жилой фонд под коммунальные квартиры. Внутренние помещения были изменены при помощи многочисленных перепланировок, утрачена оригинальная отделка интерьеров. После распада СССР дом частично сдаётся под офисы. В 2010-х годах фасад был перекрашен из светло-зелёного и охристого в ярко-голубой цвет.

Фотографии 2018 года
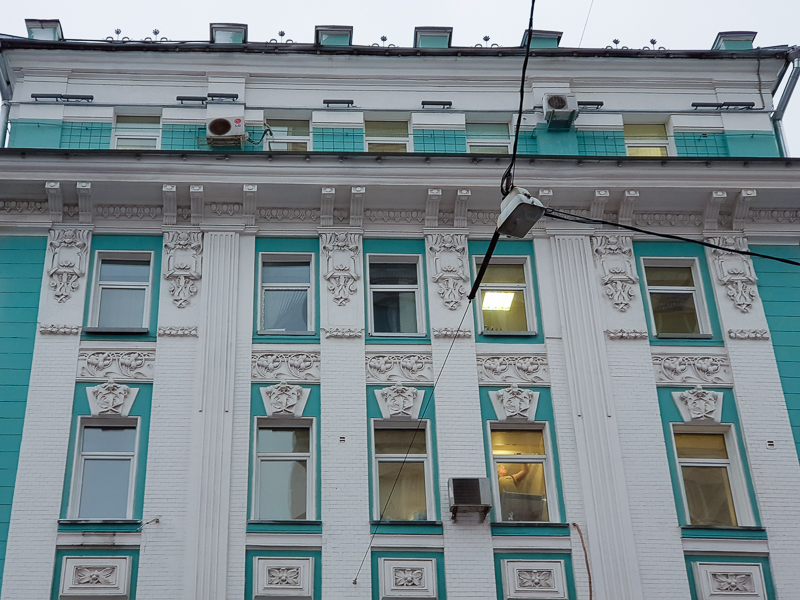
Фасад со стороны улицы Дурова
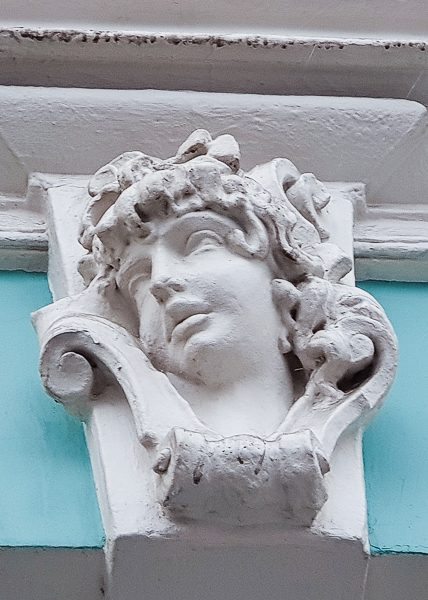
Маскарон на фасаде со стороны проспекта Мира
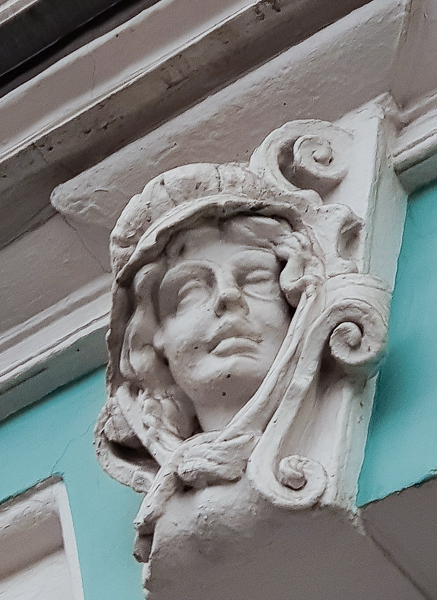
Маскарон на фасаде со стороны проспекта Мира
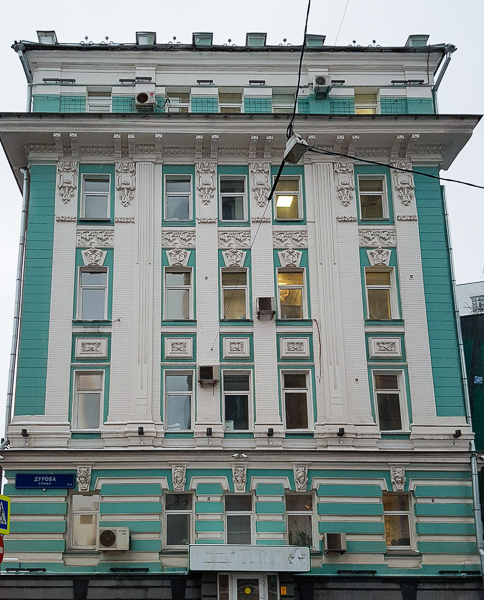
Фасад со стороны улицы Дурова